# 모드 루이스
모드 캐슬린 루이스(Maud Kathleen Lewis, 1903년 3월 7일 ~ 1970년 7월 30일)는 캐나다 남동쪽 노바스코샤 출신의 민속 화가이다. 대서양을 마주하는 조용한 어촌 마을에서 태어났다. 태어날 때 타고난 장애로 류마티스 관절염에 걸린 탓에 그의 몸은 군데군데 뒤틀렸다. 어깨는 움츠러들었고 손가락은 굽었다. 모드는 제대로 걷지도 못하고, 체격도 왜소했기에 아이들 사이에서 왕따를 당한 끝에 결국 학교도 다니지 못하고 홈스쿨링으로 교육을 받았다.

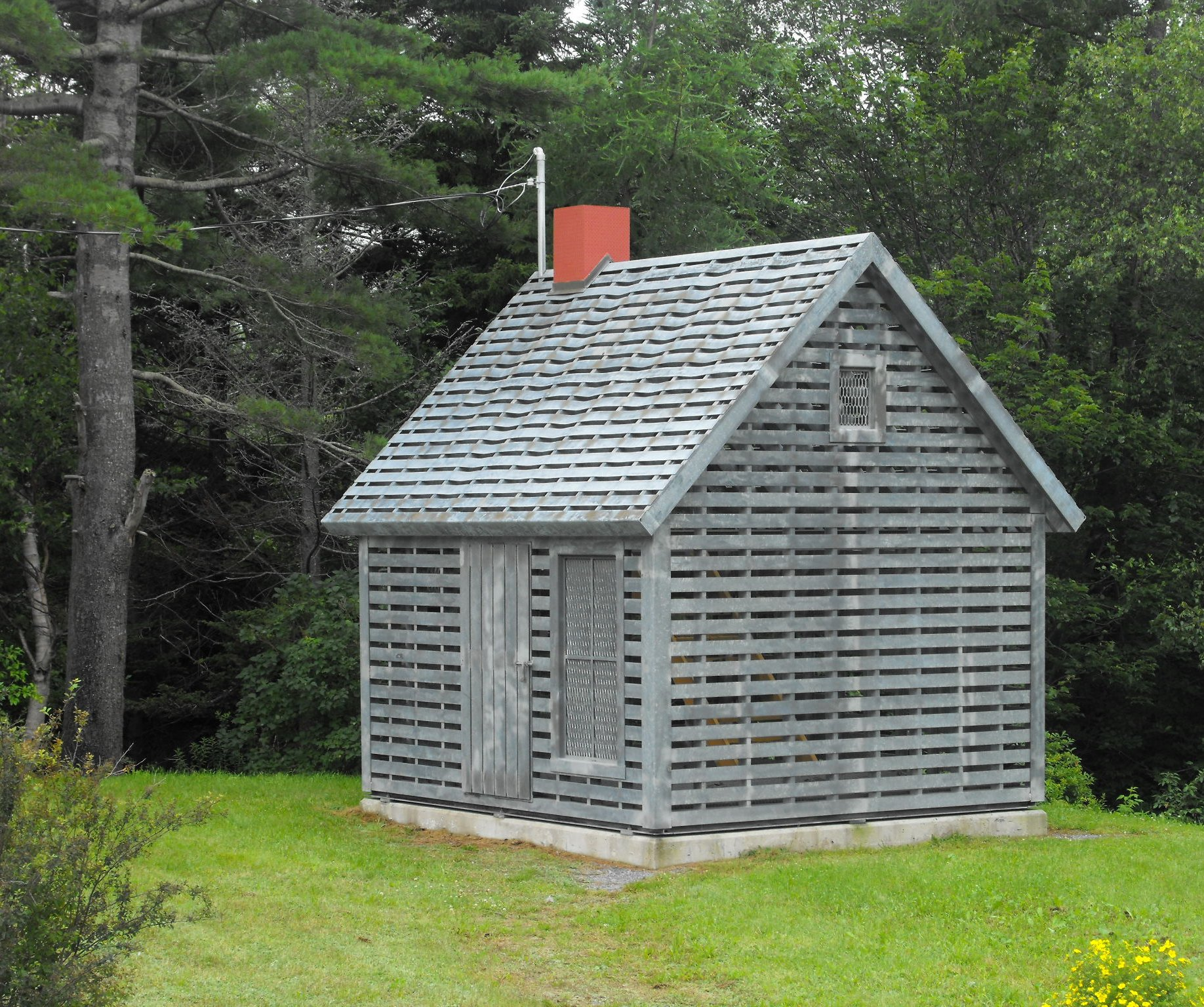
모드 루이스 기념관

모드가 화가로 세상에 이름을 알린 것은 1964년 나이 쉰한 살 때 신문에 보도되면서부터이다. 풍경, 동물, 꽃 등을 그린 그의 밝은 그림은 단숨에 전국적 주목을 받았다. 모드는 캐나다에서 가장 유명한 화가 중 한 사람이 되었고, 그에 관한 책, 연극, 영화 등이 제작됐다. 모드의 작품은 대부분 노바스코샤 아트 갤러리, 복원된 옛 집에 전시되어 있다.

## 초기
루이스는 캐나다 노바스코샤주 사우스오하이오에서 1남 1녀 중 둘째로 태어났다. 태어날 때부터 그녀에겐 선천적 장애가 있었고, 결국 류마티스 관절염에 걸려 손가락이 굽었다. 루이스의 아버지는 노바스코샤주 야머스에서 마구 제작소를 운영하던 대장장이이자 마구 제작자였다. 아버지 덕분에 루이스는 어릴 때 비교적 유복하게 지낼 수 있었다. 루이스는 수채화로 크리스마스 카드를 만들어 판매하던 어머니로부터 미술적 재능을 물려받았다. 이후, 그는 직접 그린 크리스마스 카드를 판매하면서 예술가의 경력을 쌓기 시작했다. 
아버지가 1935년에 세상을 떠나고, 두 해 후인 1937년에 어머니도 세상을 떠나면서 루이스의 삶은 극히 힘들어졌다. 유산을 독차지한 오빠가 루이스를 내쫓다시피 친척집에 맡겼기 때문이다. 이 때문에 루이스는 고향 마을을 떠나서 노바스코샤 주 딕비로 이사해 이모와 함께 살았다.

## 결혼
1938년 1월 16일, 서른네 살의 그녀는 에버렛 루이스와 결혼했다. 에버렛은 마셜타운에서 물고기를 잡아 팔거나 막일꾼으로 생계를 꾸리던 마흔 살 노총각이었다. 모드는 동거하면서 집안일을 해줄 여성을 구한다는 지역 상점 광고를 보고 그를 찾아왔다고 에버렛은 전했다. 그러고 나서 몇 주 후, 두 사람은 결혼했다. 
두 사람은 다락방 딸린 원룸에서 살림을 꾸렸다. 모드는 그 집을 스튜디오로 사용했고, 에버렛은 물고기를 잡거나 생선을 팔아서 생계를 꾸렸다. 가난한 살림이었다.
남편이 바다에 나갈 때, 모드는 오두막에 남아 그림을 그렸다. 주변에서 흔히 볼 수 있는 고양이, 꽃, 말, 새 등이 소재가 되었다. 그녀는 벽, 문, 빵 상자, 심지어 벽난로 위까지 집안 곳곳에 그림을 그렸다. 벽은 그녀가 그린  줄기, 잎, 꽃 등으로 완전히 뒤덮였다. 집 앞을 지나던 사람들이 모드의 그림을 보고 잠시 발걸음을 멈추곤 했다. 
남편이 시장에서 생선을 팔 때, 모드는 그 옆에 앉아서 직접 그린 카드를 팔았다. 가격은 5센트였다. 모드가 어렸을 때 어머니에게 팔아 달라고 했을 때와 같은 가격이었다. 그림 카드는 남편의 손님들에게 인기를 끌었다. 1939년 에버렛이 인근 빈민촌의 야간 경비원으로 고용되자, 루이스는 집에서 크리스마스 카드와 그림을 팔기 시작했다. 에버렛은 모드에게 그림을 그리라고 권유하면서 그녀에게 유화 물감 세트를 사 주었다.

## 그림

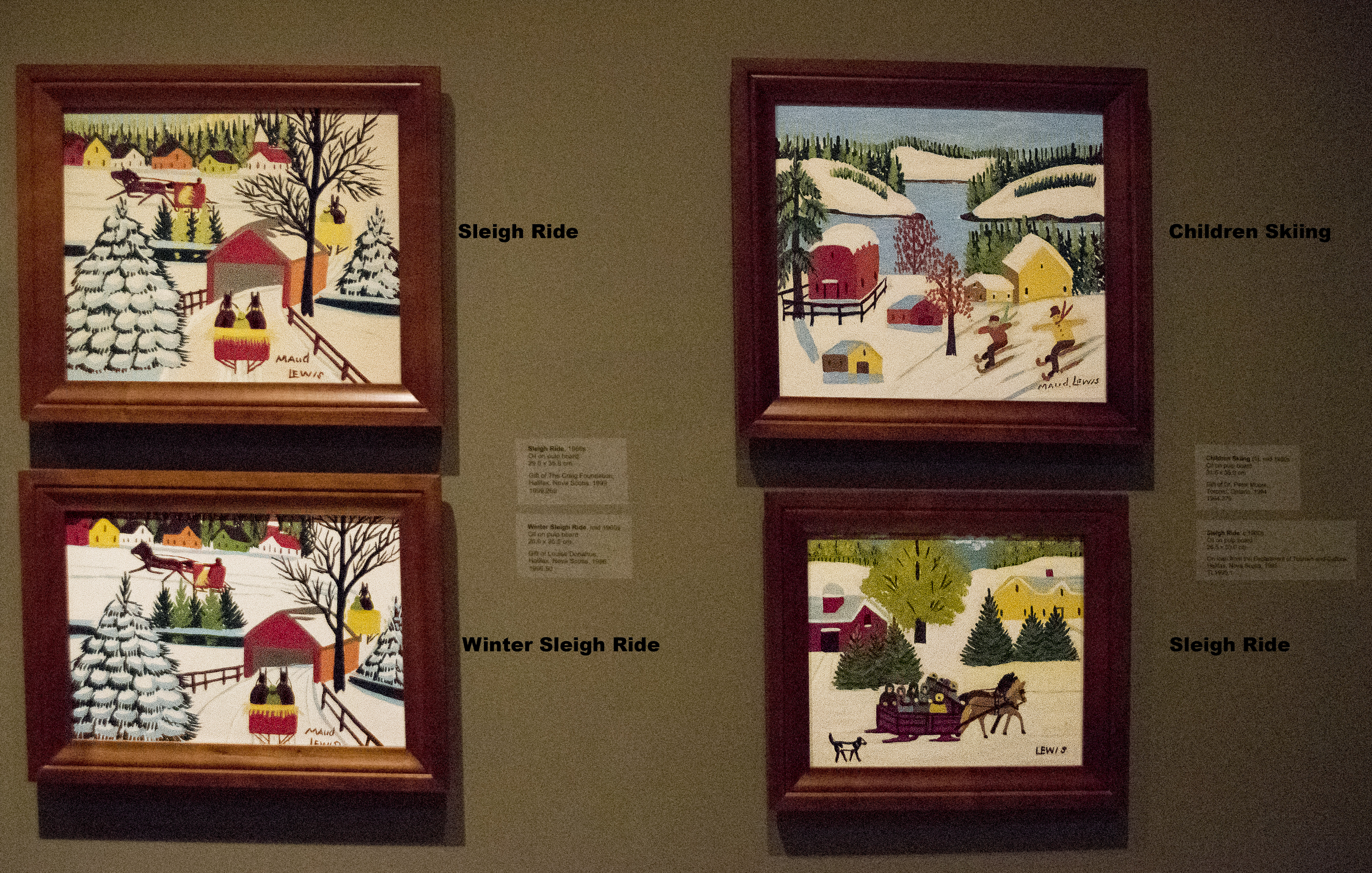
모드 루이스의 그림들

모드는 밝은 색으로 소, 말, 새, 사슴, 고양이 등 꽃이나 동물을 그렸다. 그녀의 그림 대다수는 바다 위를 떠다니는 배, 썰매 끄는 말, 스케이트 타는 사람, 개, 고양이, 사슴, 새, 소 등 마을 풍경을 담고 있다. 상업용 크리스마스 카드와 달력도 그녀에게 큰 영향을 미쳤다.
모드는 같은 주제를 몇 번이고 반복해서 그렸는데, 그릴 때마다 조금씩 다르게 그리곤 했다. 연작 형태의 이러한 화풍은 거의 고객 요구에 따른 것으로, 모드는 잘 팔리는 작품은 반복해서 그리고, 인기 없는 작품은 빠르게 포기했다. 그녀는 1965년 CBC 텔레비전 인터뷰에서 말했다. "같은 대상을 소재를 사용하고 절대 바꾸지 않는다. 늘 같은 색상, 같은 디자인으로 그린다."
그녀의 그림은 대부분 20.3센티미터×25.4센티미터보다 크지 않은 아주 작은 것이 많으나, 60.9센티미터×91.4센티미터의 그림도 최소 5점 이상 그린 것으로 알려졌다. 처음엔 그림 판자를 크기에 맞게 잘라 썼지만, 말기엔 미리 재단된 메이슨나이트를 구입해 치수를 정했다. 그림 크기는 관절염으로 뒤틀린 팔을 움직일 수 있는 정도에 따라 제한되었다. 그녀의 작업은 먼저 보드를 흰색으로 칠한 다음, 윤곽선을 그리고, 튜브에서 직접 물감을 짜서 바르는 방식으로 이루어졌고, 색을 혼합하거나 뒤섞지 않았다.
1940년대에 그린 초기 그림은 거의 존재하지 않는다. 루이스의 작품 콜렉션은 노바스코샤 미술관(AGNS)에서 찾을 수 있다. 채플린/웨너스트롬 셔터 문은 1940년대 초 사우스쇼어에 별장을 소유한 몇몇 미국인을 위해 루이스가 그린 22개의 주택 외부 셔터 문으로 구성되어 있다. 셔터 문 대부분은 152센티미터x45.7센티미터로 상당히 크다. 루이스는 셔터 문당 70센트를 받았다.
1945년에서 1950년 사이에 사람들은 노바스코샤의 관광 루트인 고속도로 변에 있는 모드의 집에 들러 그녀의 그림을 점당 2~3달러에 구입하기 시작했다. 그녀의 생애 마지막 3~4년 동안에야 루이스의 그림이 7~10달러에 팔리기 시작했다. 1964년 토론토에 본사를 둔 신문 <스타 위클리>에 기사가 실리고, 1965년 CBC-TV의 텔레스코프에 출연하면서 그녀는 민속 화가로서 전국적 주목을 받았다. 1970년 리처드 닉슨 대통령 시절 백악관에서는 그녀의 그림을 두 점 주문하기도 했다. 그러나 관절염 탓에 그녀는 많은 주문을 완수하는 데 한계가 있었다.

## 말년과 죽음
1970년 생애 마지막 해에 모드는 치료를 위해 병원을 오가는 동안 가능한 한 자주 그림을 그리며 집에 머물렀다. 그녀는 1970년 7월 30일 딕비에서 폐렴으로 세상을 떠났다. 그녀의 남편 에버렛은 1979년 그림을 훔치러 온 강도에 의해 살해되었다. 
모드의 그림은 시간이 갈수록 비싼 가격에 팔렸다. 2009년 〈가족 나들이〉가 2만 2200달러에, 2012년 〈샌디코브의 전망〉이 2만 400달러에, 2016년 온타리오의 한 중고품 가게에서 발견된 〈에디 반스, 에드 머피, 롭스터 어부의 초상〉은 4만 5000달러에, 2022년 〈검은 트럭〉은 35만 달러에 팔렸다.